# Lluís Maria de Puig
Lluís Maria de Puig i Olivé, né le 29 juillet 1945 à Bàscara et mort le 12 décembre 2012 à Gérone, est un historien, professeur d'université et homme politique espagnol, membre du Parti des socialistes de Catalogne (PSC).

## Biographie
Il étudie à Gérone, à Barcelone et à l'université Panthéon-Sorbonne à Paris. Il est professeur d'histoire à l'université autonome de Barcelone et à l'université de Gérone.
Opposant au franquisme dans la clandestinité, il est militant de Convergence socialiste de Catalogne puis du Parti des socialistes de Catalogne (PSC) ainsi que de l'Union générale des travailleurs (UGT). Député aux Cortes de 1979 à 2004, il est vice-président de la commission des affaires extérieures du Congrès des députés. Il est ensuite sénateur de la coalition Accord catalan pour le progrès de 2004 à 2011.
Représentant à l'Assemblée de l'Union de l'Europe occidentale, il en est président de 1996 à 1999. Il est président de la commission de la culture, de la science et de l'éducation de l'Assemblée parlementaire du Conseil de l'Europe de 2002 à 2005, assemblée qu'il préside de 2008 à 2010.